# Xandros
Xandros est un projet de distribution Linux issu du rachat en 2001 de la distribution Corel Linux. Le projet semble avoir été abandonné en mai 2014 lorsque le site web du projet a été fermé.
C'était une distribution commerciale orientée vers l'utilisation simple d'un OS GNU/Linux basé sur Debian. Pour ce faire, l'installateur graphique est très simple, la couche d'interface peut être un KDE modifié par l'équipe de Xandros ou bien un GNOME.
Grâce au CrossOver Office fourni, installé et supporté dans la version commerciale, il est possible d'utiliser dans Xandros un grand nombre de logiciels du monde Windows, comme : Internet Explorer, Microsoft Office, Photoshop, Real Player pour n'en citer que quelques-uns. À noter que la licence de Xandros 3.02 et Xandros 4 inclut le support officiel de toutes ces suites logicielles. D'autres applications, non supportées officiellement par le Cross Over, peuvent être installées : Emule, divers éditeurs, etc.
La gestion du système et des logiciels se fait par le biais du Xandros Networks (XN) qui garantit (inclus dans la licence) la compatibilité des paquetages proposés y compris les jeux. Tout peut se faire de manière transparente pour un utilisateur non averti.
L'installation de paquetages supporte aussi directement les paquetages RedHat et Debian en mode Expert. Il est possible aussi d'inclure une liste de dépôts (repositories) aussi grande que désirée et de laisser le XN effectuer toutes les installations.
On peut faire de sa distribution Xandros un système réellement orienté vers le multimédia : installation automatisée de tous codecs et lecteurs multimédias, support d'Internet Explorer, Mozilla Firefox, etc.
La version gratuite, nommée Open Circulation, est bridée : gravure CD/DVD, fonctions pare-feu, etc., et en particulier au niveau des paquetages installables via le Xandros Networks.
Les points forts de la distribution commerciale de Xandros sont :
- une vaste assistance hardware, en particulier des cartes graphiques avec une base de données des équipements testés ;
- l'assistance technique de l'équipe Xandros ;
- la gestion logicielle fiable et sophistiquée, mais laissant la main aux manipulations purement Linux ;
- le support officiel de nombreux jeux (Quake, Doom etc.) ;

Xandros est aussi utilisé dans un EEE PC et une Eee Box d'Asus.